# Rock and Roll Heart
Rock and Roll Heart är ett album av Lou Reed, utgivet 1976. Det var hans sjunde studioalbum totalt och hans första för skivbolaget Arista. Som bäst nådde det 64:e plats på Billboardlistan.

## Låtlista
Samtliga låtar skrivna av Lou Reed.
1. "I Believe in Love" - 2:46
2. "Banging on My Drum" - 2:11
3. "Follow the Leader" - 2:13
4. "You Wear It So Well" - 4:52
5. "Ladies Pay" - 4:22
6. "Rock & Roll Heart" - 3:06
7. "Chooser and the Chosen One" - 2:47
8. "Senselessly Cruel" - 2:08
9. "Claim to Fame" - 2:51
10. "Vicious Circle" - 2:53
11. "A Sheltered Life" - 2:20
12. "Temporary Thing" - 5:13

## Medverkande
- Lou Reed - gitarr, piano, keyboards, sång
- Marty Fogel - saxofon
- Michael Fonfara - orgel, piano, keyboards, clavinet
- Garland Jeffreys - sång
- Michael Suchorsky - trummor
- Bruce Yaw - bas